# Silberner Fußballschuh 1974

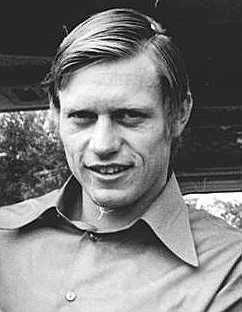
Bernd Bransch, 1974

Mit dem Silbernen Fußballschuh 1974 wurde zum 12. Mal der DDR-Fußballer des Jahres ausgezeichnet. Die Redaktion der Zeitschrift Die neue Fußballwoche hatte eine Umfrage zur Wahl des besten Spielers der Saison 1973/74 durchgeführt, an der sich insgesamt 49 Sportredaktionen der DDR beteiligten, die auf Tippscheinen die sechs besten Fußballer mit Punkten (zehn Punkte für den Favoriten, für die weiteren Plätze absteigend sieben, fünf, drei, zwei und einen Punkt) bewertet hatten. Zum zweiten Mal nach 1968 erreichte Bernd Bransch die höchste Gesamtpunktzahl und bekam am Samstag, den 24. August 1974 im Kurt-Wabbel-Stadion von Halle vor dem Oberliga-Auftaktspiel HFC Chemie gegen Dynamo Dresden den silbernen Fußballschuh als Fußballer des Jahres vom Fuwo-Chefredakteur Klaus Schlegel überreicht.

## Ergebnis
| Rang | Name                 | Mannschaft               | Punkte |
| ---- | -------------------- | ------------------------ | ------ |
| 01.  | Bernd Bransch        | FC Carl Zeiss Jena       | 441    |
| 02.  | Jürgen Sparwasser    | 1. FC Magdeburg          | 292    |
| 03.  | Jürgen Croy          | BSG Sachsenring Zwickau  | 216    |
| 04.  | Konrad Weise         | FC Carl Zeiss Jena       | 124    |
| 05.  | Martin Hoffmann      | 1. FC Magdeburg          | 122    |
| 06.  | Joachim Streich      | F.C. Hansa Rostock       | 073    |
| 07.  | Siegmar Wätzlich     | SG Dynamo Dresden        | 028    |
| 08.  | Erich Hamann         | FC Vorwärts Frankfurt/O. | 018    |
| 09.  | Gerd Kische          | F.C. Hansa Rostock       | 015    |
| 10.  | Peter Gießner        | 1. FC Lokomotive Leipzig | 012    |
| 11.  | Eberhard Vogel       | FC Carl Zeiss Jena       | 011    |
| 11.  | Harald Irmscher      | FC Carl Zeiss Jena       | 011    |
| 13.  | Reinhard Lauck       | Berliner FC Dynamo       | 010    |
| 14.  | Peter Ducke          | FC Carl Zeiss Jena       | 006    |
| 15.  | Ulrich Schulze       | 1. FC Magdeburg          | 004    |
| 15.  | Jürgen Pommerenke    | 1. FC Magdeburg          | 004    |
| 17.  | Reinhard Häfner      | SG Dynamo Dresden        | 003    |
| 17.  | Manfred Zapf         | 1. FC Magdeburg          | 003    |
| 17.  | Werner Friese        | 1. FC Lokomotive Leipzig | 003    |
| 20.  | Axel Tyll            | 1. FC Magdeburg          | 002    |
| 20.  | Hans-Jürgen Kreische | SG Dynamo Dresden        | 002    |
| 20.  | Joachim Fritsche     | 1. FC Lokomotive Leipzig | 002    |
| 23.  | Hans-Jürgen Dörner   | SG Dynamo Dresden        | 001    |
| 23.  | Wolfgang Seguin      | 1. FC Magdeburg          | 001    |
| 23.  | Henning Frenzel      | 1. FC Lokomotive Leipzig | 001    |
| 23.  | Rüdiger Schnuphase   | FC Rot-Weiß Erfurt       | 001    |

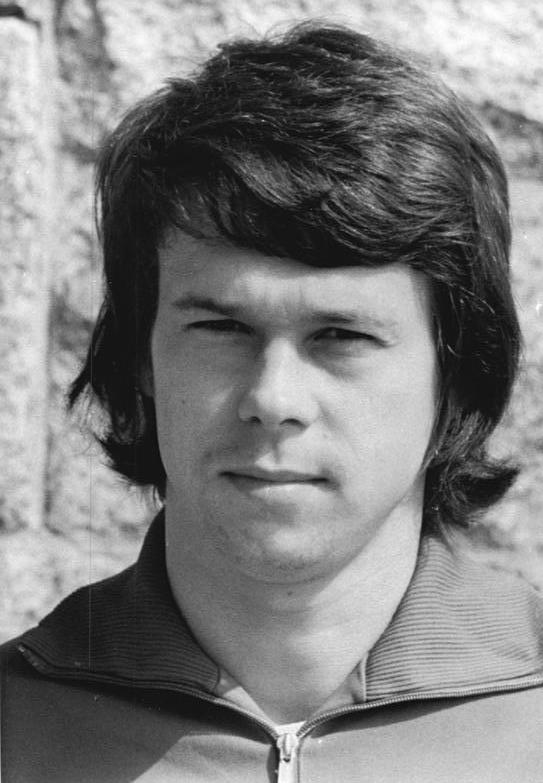
Jürgen Sparwasser, 1974
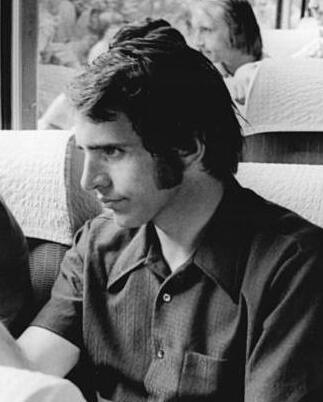
Jürgen Croy, 1974
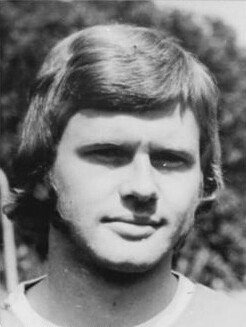
Konrad Weise, 1974
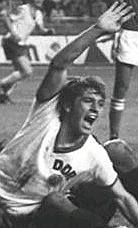
Martin Hoffmann, 1974
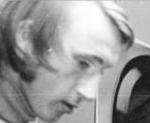
Joachim Streich, 1974
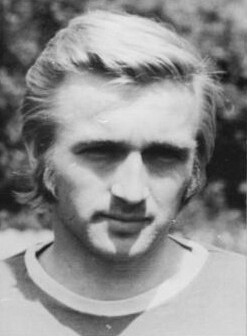
Siegmar Wätzlich, 1974
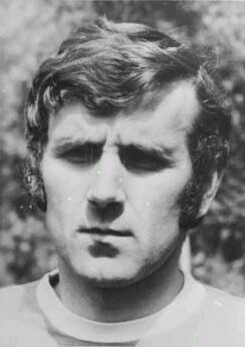
Erich Hamann, 1974
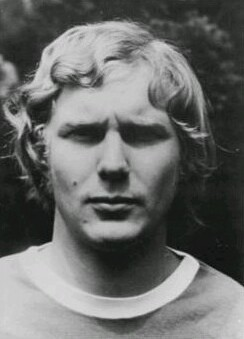
Gerd Kische, 1974